# Утин, Николай Исаакович
Николай Исаакович Утин (1841—1883, Петербург) — участник революционного движения 1860—1870-х годов, глава Русской секции Международного товарищества трудящихся.

## Биография
Родился в крещёной еврейской семье — сын купца III (впоследствии I) гильдии Исаака Иосифовича Утевского (1812—1876), уроженца Гомеля, разбогатевшего за счёт винных откупов. В 1858 году поступил на историко-филологический факультет Петербургского университета и до осени 1861 года был прилежным студентом. Его работа об «Аполлонии Тианском» была удостоена золотой медали за «глубокую научную основательность», хотя соперником его выступил не кто иной, как Д. И. Писарев, получивший за работу на ту же тему лишь серебряную медаль.
Один из руководителей массовых студенческих волнений осени 1861 года, был арестован и до декабря содержался в Петропавловской крепости. Был тесно связан с Чернышевским, который через него был в курсе студенческого движения. Насколько были тесны его связи с Чернышевским, видно из того, что последний при аресте просил именно Н. Утину передать определённые сведения. В опубликованном впоследствии доносе на Чернышевского (от 5 июня 1862 года) анонимный автор, обвиняя Чернышевского в «разжигании молодёжи», называл Н. Утина «правою рукою Чернышевского». «Юношу бы за границу, — писал доносчик, — но навсегда, а Н. Г. — куда хотите»…
В 1862 году Утин вступил в тайное общество «Земля и воля», в ноябре избран членом ЦК, участвовал в создании тайных типографий. В связи с угрозой ареста в 1863 году эмигрировал (в ноябре 1865 года заочно приговорён к смертной казни). В эмиграции сблизился с А. И. Герценом и Н. П. Огарёвым, занимался доставкой их изданий в Россию. Вскоре из-за идейных и личных разногласий порвал с Герценом, в конце 1864 — начале 1865 года на съезде русских эмигрантов в Женеве выступил его противником. С середины 1860-х годов — один из лидеров так называемой молодой эмиграции.
В 1867 году в Швейцарии вступил в 1-й Интернационал, член его Славянской и создатель Русской секции (в 1870—1872 годах — секретарь), в 1868—1870 годах — один из редакторов журнала «Народное дело» (Женева), который издавал вместе с Бакуниным. Одним из его помощников и агентов Русской секции был отец Н. К. Крупской. С конца 1860-х годов поддерживал тесные связи с К. Марксом. По просьбе Утина К. Маркс стал почётным секретарём-корреспондентом Русской секции Интернационала. В 1870—1871 годах участвовал в редактировании газеты «Эгалите» («L’Egalite») — органа Женевской секции Интернационала, был делегатом Лондонской конференции Интернационала (1871). Весной 1869 года, когда Нечаев прибыл после студенческих беспорядков в Женеву и очаровал Бакунина, Утин предостерегал его от Нечаева, а затем совсем разошёлся с ним. Взаимное раздражение было так велико, что бакунисты напали на Утина и учинили над ним кулачную расправу. Утин, со своей стороны, собрал все материалы, характеризовавшие анархизм Бакунина и авантюризм Нечаева, и изложил их в брошюре, напечатанной в 1873 году на французском и немецком языках.
Однако борьба с Бакуниным, по-видимому, утомила Утина. Выйдя победителем, он почувствовал себя разбитым морально. К середине 1870-х отошёл от революционного движения, служил на предприятиях Л. С. Полякова в Румынии. В 1877 году подал императору Александру II прошение о помиловании. Просьба Утина была удовлетворёна. В 1878 году вернулся в Россию, конец жизни провел на Урале, управляя Сергинско-Уфалейскими горными заводами барона Гинцбурга.
Прошение о помиловании и отъезд Утина в Россию дал Лаврову повод сказать об этом с горечью, как «об одном из ранних примеров открытого ренегатства в рядах русского социализма».
Умер в 1883 году в Санкт-Петербурге. Похоронен на Новодевичьем кладбище в Санкт-Петербурге.

## Семья
- Жена — Наталья Иеронимовна Корсини, дочь известного петербургского архитектора Иеронима Корсини. В 1860 году под давлением движения за допуск женщин в университеты Петербургский университет решил принимать женщин в качестве вольнослушательниц. Наталья Корсини была первой женщиной, посещавшей лекции в Петербургском университете. За ней последовали её сестра Екатерина, А. П. Блюммер, М. А. Богданова, Надежда Суслова, Апполинария Суслова, Мария Коркунова, Мария Обручева (впоследствии Сеченова), Е. Н. и П. Н. Пыпины. Многие из перечисленных женщин впоследствии получили высшее образование и работали по специальности. За участие в студенческих волнениях 1861 года Наталья Корсини была арестована и в 1863 году вместе с мужем уехала за границу. С начала 1878 года она вернулась Петербург, так как Утин покаялся в революционном прошлом и получил высочайшее разрешение на возвращение домой. Корсини стала писательницей, публиковалась под своей фамилией и под псевдонимом Н. И. Таль, её произведения печатались в «Вестнике Европы», «Деле» и «Северном вестнике». Скандальный успех имел роман Корсини «Жизнь за жизнь» (1885), в котором в искаженной форме излагалась личная драма А. И. Герцена. Год смерти неизвестен, последняя пьеса «Банкир» была опубликована в 1913 году.
- Отец — Исаак Иосифович Утин (1812–1876), фридрихсгамский первостатейный купец.
- Мать — Мария Исааковна Утина (ум. 1870).
- Сестра — Софья Кларк (1831–1907), жена Александра Феликсовича Кларка (1821–1905), «британского подданного» и коммерц-советника, совладельца фирмы «Кларк и Ко», которая экспортировала русский лес и хлеб.
  - Племянник — Александр Александрович Кларк.
  - Племянник —Фёдор Александрович Кларк, сын Александр Федорович Кларк.
  - Племянница (?)
- Брат — Борис Утин (1832–1872), юрист.
- Брат — Александр Утин (1836–1899).
- Брат — Лев Утин (1838–1886) — нотариус, имел контору на Невском проспекте.
- Сестра — Любовь Стасюлевич (1838–1917), жена Михаила Матвеевича Стасюлевича, русского историка, публициста, редактора журнала «Вестник Европы».
- Брат — Яков Утин (1839–1916), предприниматель, финансист, тайный советник. Председатель Петербургского учётного и ссудного банка (Невский пр., 30), председатель правления страхового общества «Россия», входил в руководящие органы ряда металлургических, машиностроительных, нефтяных, золотодобывающих обществ. Состоял в совете фондового отдела Петербургской биржи.
  - Племянник Сергей Яковлевич Утин — обер-прокурор, тайный советник, архимандрит.
- Брат — Евгений Утин (1843–1894), адвокат.